# Historia de Guanacaste
Historia de Guanacaste
El territorio de Guanacaste, provincia de Costa Rica ubicada en el extremo noroeste del país, posee una rica historia que se remonta por lo menos a 12.000 años a. C., con el ocupamiento de la región por los primeros grupos nómadas provenientes del norte del continente. A partir de 500 a. C. a 300 a. C., se formaron los primeros cacicazgos, hasta que en el año 800 d. C., el territorio fue ocupado por grupos de inmigrantes chorotegas provenientes del Valle de México, que establecieron en la región la influencia cultural de Mesoamérica.
Tras la conquista española en 1540, la región pasó a formar parte del Reino de Guatemala bajo la figura administrativa de un corregimiento con capital en la ciudad de Nicoya, el cual posteriormente se transformó en Alcaldía Mayor, la cual estuvo durante algunos periodos bajo el control de las provincias de Nicaragua, Costa Rica o de forma independiente. Para 1821, fecha de la independencia centroamericana, la mayor parte del territorio formaba parte del Partido de Nicoya, que tres años después, luego de una votación popular, se anexó a Costa Rica, decisión que quedó confirmada en 1826 por una ley del Congreso Federal de Centroamérica. Diez años después, en 1836, se erigió el Departamento de Guanacaste, que luego se transformó en provincia en 1838, luego cambió su nombre a Moracia en 1854, y nuevamente a Guanacaste en 1860.
Aunque la narrativa común afirma que Guanacaste siempre fue parte de Costa Rica, durante la época colonial el territorio del antiguo Partido de Nicoya —que hoy se considera parte de la provincia de Guanacaste— dependió administrativa y políticamente de la jurisdicción de Nicaragua en varias etapas: hasta 1558, entre 1786 y 1809 bajo la Intendencia de León, y durante la Diputación Provincial de Nicaragua y Costa Rica entre 1810 y 1821. Esta dependencia contrasta con versiones populares que suelen afirmar que Guanacaste nunca formó parte de Nicaragua
La provincia de Guanacaste ha sido escenario de importantes eventos históricos de la historia nacional, cuna de tradiciones y costumbres que actualmente son seña de identidad cultural de Costa Rica, y fuente de riqueza económica para el país en las más diversas actividades.

## Época prehispánica

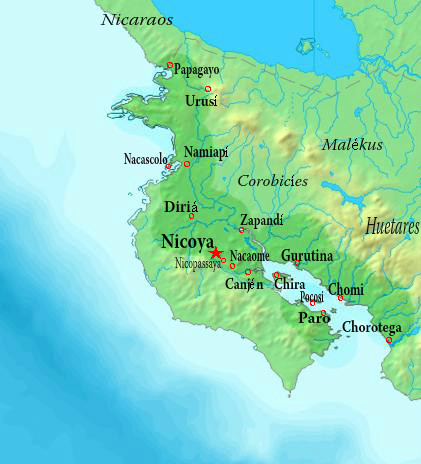
El Reino de Nicoya en el.

A principios del siglo XVI, los grupos indígenas que habitaban el actual territorio de Guanacaste pertenecían al área cultural de Mesoamérica, que se prolongaba por la vertiente del Pacífico hasta las regiones de Orotina y Chorotega. En el territorio guanacasteco había solamente unas pequeñas comunidades culturalmente pertenecientes al Área Intermedia, como la de los corobicíes. Sin embargo, cabe señalar que entre las áreas mesoamericana e intermedia no hubo una frontera estrictamente delimitada y debieron ser frecuentes los contactos y la transculturación entre ellas, sobre todo en las zonas de confluencia
Casi todos los pueblos que habitaban en Guanacaste hablaban la lengua chorotega (hoy extinta), por lo que a veces se les designa genéricamente con ese nombre. Además, en las vecindades de la actual Bagaces había un enclave de un grupo con raíces culturales mexicanas, cuyo idioma era el náhuatl.
Los chorotegas empezaron a llegar a la península de Nicoya aproximadamente a principios del siglo IX y subordinaron o desplazaron de allí a las poblaciones locales o se mezclaron con ellas. Los nuevos señores introdujeron cambios en la religión, los enterramientos, el arte y otros aspectos, y animales domésticos como el chompipe. Su sociedad era de corte marcadamente androcrático o dominador, ya que existían múltiples relaciones de dominación de unas personas sobre otras -hombres sobre mujeres, ciertos pueblos sobre otros, y ciertos varones sobre las demás personas- y complejas jerarquías, en las que figuraban nobles, guerreros, sacerdotes y ancianos de prestigio llamados huehues. 
A la llegada de los castellanos, la población de Nicoya, situada a corta distancia de la actual ciudad de Nicoya, era el centro político, religioso y económico de un reino del que dependían varias provincias en ambas márgenes del golfo y numerosos pueblos tributarios. En ella residía un rey vitalicio, que desempeñaba funciones políticas, religiosas y ceremoniales. En la monarquía nicoyana parece haber prevalecido un sistema dinástico-electivo, es decir, que la sucesión no se practicaba automáticamente en línea directa, sino que al morir un rey se efectuaba una elección entre los diversos miembros de su familia para designar al sucesor. 
Los castellanos dieron al rey de Nicoya y a otros monarcas indígenas de Costa Rica el apelativo de cacique, voz antillana con la que designaron prácticamente a todos los reyes, caudillos y señores que encontraron en el continente americano, y cuyo uso en cierta medida terminó por dar a entender que eran de menor relieve que los monarcas europeos. 
El rey de Nicoya, según consignó el cronista Gonzalo Fernández de Oviedo y Valdés, que visitó sus dominios en el decenio de 1520, tenía otros vasallos principales y caballeros llamados galpones, que lo acompañaban y resguardaban y eran sus cortesanos y capitanes. Es posible que estos señores, a los que el cronista describe como arrogantes y crueles, representasen a los diversos clanes y comunidades tributarias de Nicoya, ya que la voz galpón parece derivar de calpulli, palabra que entre los aztecas identificaba a un grupo cuyos miembros tenían antepasados comunes y compartían un territorio dividido en parcelas. En todo caso, la autoridad del rey no era absoluta, ya que se compartía con el monéxico, junta o consejo de huehues elegido cada mes por votación y en el que posiblemente estaban representados los diversos clanes o comunidades. Quizá los miembros del monéxico eran los mismos individuos llamados galpones, ya que así se denominaban también los edificios donde se reunía el consejo.
En las reuniones del monéxico se discutían asuntos de variada naturaleza, entre ellos los militares y administrativos. En algunas comunidades chorotegas, como la de Nagrando, en la actual Nicaragua, el monéxico tenía la potestad de elegir al rey y hasta de darle muerte si lo creía conveniente. En todo caso, en Nicoya el gobernante tenía una autoridad limitada y debía tomar en cuenta las tradiciones y la opinión de la comunidad. 
Al monéxico le correspondía también elegir a ciertos ancianos de prestigio como consejeros de la comunidad. Estos ancianos, que debían permanecer solteros y cuya actividad compararon los castellanos con la del sacramento cristiano de la confesión, atendían consultas confidencialmente, formulaban recomendaciones a la persona que buscaba su ayuda y asignaban penitencias tales como barrer las plazas u obtener leña para los templos. Se castigaba con mucha severidad a los consejeros que divulgasen el contenido de las consultas y a los terceros que las escuchasen subrepticiamente. 
No está claro si el monexico tenía también funciones judiciales. En su obra Costa Rica, la frontera sur de Mesoamérica, el arqueólogo Ricardo Quesada López-Calleja indica que el monarca nombraba como jueces a ancianos experimentados y capaces, cuyos fallos eran inapelables, y que en el caso de bigamia la sentencia la dictaba el consejo. 
Los datos disponibles sobre los ordenamientos normativos de los pueblos chorotegas indican que desde un punto de vista jurídico occidental eran sistemas de escasa complejidad, con pocas infracciones y pocas sanciones, y de naturaleza predominantemente consuetudinaria. Sin embargo, es muy posible que también hayan tenido normas escritas. El cronista Antonio de Herrera consignó que los pueblos chorotegas de Nicaragua tenían voluminosos libros de papel y pergamino, donde consignaban hechos memorables y tenían pintadas sus leyes y ritos, y Fernández de Oviedo indicó que poseían libros de cuero de venado, donde con tinta roja y negra consignaban sus términos y heredamientos, para que cuando hubiese contiendas o pleitos determinarlos allí con la opinión de los ancianos. A  principios del siglo XX se halló en la isla de Chira un libro cuadrado con jeroglíficos, que fue llamado “el misal chorotega”; pero se ignora el destino que haya corrido.
En la sociedad chorotega tenían mucha importancia los vínculos familiares. Aunque la organización social era androcrática y patriarcal, la organización familiar era fundamentalmente cognática o matrilineal; además, según Fernández de Oviedo, los chorotegas eran “muy mandados y sujetos a la voluntad de sus mujeres”, y Francisco López de Gómara dijo que eran “valerosos, aunque crueles y muy sujetos a sus mujeres”. Estaba prohibido el matrimonio entre ascendientes, descendientes y hermanos consanguíneos, aunque el incesto era prácticamente desconocido.
El matrimonio era monogámico y al parecer indisoluble, salvo en caso de adulterio o bigamia. Algunos reyes y personajes de alto rango tenían concubinas, pero nunca se les consideraba como esposas legítimas. Habitualmente, el matrimonio requería una serie de ceremonias. Se iniciaba con la petición de mano de la mujer, que efectuaba el padre del pretendiente mediante una visita formal a los padres de aquella. Si la solicitud era aceptada, se fijaba fecha para la celebración de la boda. El compromiso matrimonial se celebraba con grandes fiestas, a las que acudían las familias de los novios y sus amigos y vecinos. Antes de la boda, ambos contrayentes recibían de sus respectivos padres una dote, que podía incluir tierra cultivable, una vivienda y diversos bienes muebles. Las tierras y las alhajas de valor eran heredadas por los hijos de la pareja; pero si moría uno de los cónyuges sin que el matrimonio hubiese tenido descendencia, esos bienes volvían a poder de sus padres. El padre tenía la potestad de vender a los hijos para sacrificios.
En Nicoya y otro reino cercano, Orotina, los monarcas ejercían el derecho de pernada (ius primae noctis) a pedido de la familia de la mujer, pues así a esta le era más fácil encontrar marido. Según López de Gómara algunos indígenas chorotegas de Nicaragua cedían voluntariamente la virginidad de sus novias a los reyes.
La ceremonia matrimonial se efectuaba en presencia del rey y de las familias de los novios. El monarca, con su mano derecha, tomaba a los contrayentes por los dedos corazón y meñique de sus manos izquierdas, los conducía hasta una pequeña casa destinada a efectuar ritos matrimoniales y allí les decía: “Mirad que seáis buenos esposos y que miréis por vuestra hacienda, y que siempre la aumentéis y no la dejéis perder.” Después la pareja guardaba silencio mientras miraba arder una astilla de ocote. Cuando esta se consumía, se consideraba concluida la ceremonia y los nuevos esposos se retiraban a una habitación de la casa para consumar el matrimonio. Las fiestas de la boda se iniciaban al día siguiente, cuando la pareja salía de la casa y el marido manifestaba ante sus amigos y parientes que había encontrado virgen a la mujer.  Esta declaración originaba un regocijo general. En caso de que anunciase que la mujer no era virgen y le había sido entregada como tal, la novia era devuelta a casa de sus padres y la boda se tenía por no celebrada. Empero, si desde antes de la boda el novio había sabido que la mujer no era virgen, el matrimonio se consideraba válido. 
Muchos varones preferían tomar como cónyuges a mujeres que ya no eran vírgenes e incluso a las que ya tenían gran experiencia sexual. Hay referencias sobre una práctica matrimonial de los nicaraos, que pudo haber existido también entre los chorotegas: una mujer se prostituía para reunir una dote, congregar después a sus clientes, pedirles que en cierto plazo le construyesen entre todos una casa y decirles lo que cada uno debía aportar. Terminado el trabajo, la mujer elegía marido entre los clientes, se celebraba una fiesta y a partir de entonces era considerada una “buena mujer”. Además, aun sin fines matrimoniales, se permitía la prostitución, y Fernández de Oviedo consignó que el precio habitual por los servicios sexuales de una mujer era de diez almendras de cacao. López de Gómara dice que las mujeres “antes de casarse son por lo general malas, y casadas buenas.”
El adulterio de la mujer chorotega era sancionado con una amonestación, un fuerte castigo corporal y la expulsión del hogar. Sus familiares la insultaban y la desconocían, y la comunidad la consideraba como una mujer impura, desleal y desvergonzada. Sin embargo, cuando la comunidad celebraba ritos de catarsis colectiva, a veces acompañados de sacrificios humanos y antropofagia ritual, una mujer casada, incluso de alto rango, podía tener relaciones sexuales con quien quisiese o le pagase, sin que después se presentasen escenas de celos ni castigos. 
La bigamia del varón era castigada con la pérdida de bienes y el destierro, y su esposa legítima podía contraer nuevas nupcias, si no tenía hijos con el bígamo. En caso de haberlos, no podía casarse de nuevo, pero si ella se encargaba del cuidado de los hijos, disfrutaba de los bienes del bígamo. La mujer que a sabiendas contraía matrimonio con un hombre casado perdía todos sus bienes a favor de la esposa legítima. 
Había otros delitos graves relacionados con la actividad sexual. Si un sirviente tenía relaciones sexuales con la hija de su amo, ambos eran enterrados vivos. También se castigaban con pena de muerte, mediante apedreamiento, las relaciones sexuales entre varones. Quien violase a una mujer era atado en la casa de la ofendida y sus propios parientes debían mantenerlo hasta que compensase el delito con cierta cantidad de bienes; de no hacerlo se convertía en esclavo de la familia de aquella. 
La principal actividad económica de los pueblos chorotegas era la agricultura, que complementaban con otras, como la caza y la pesca. Cultivaban maíz, algodón, frijoles, hortalizas y frutas, y tenían el monopolio de los árboles de nance, mientras que los nicaraos monopolizaban el cultivo del cacao. Como en otras comunidades de Mesoamérica, las relaciones económicas y laborales imperantes entre los chorotegas posiblemente se desarrollaban como redes de reciprocidad en el intercambio de bienes y servicios. La propiedad de la tierra cultivable y el trabajo agrícola entre los chorotegas debieron ser fundamentalmente de índole colectiva. Quesada López-Calleja, en su ya mencionada obra, señala que la propiedad de la tierra no se podía vender y los padres la transmitían a sus hijos o a otros parientes por falta de descendencia, cuando sentían que había llegado su última hora. La referencia a la existencia de los libros de cuero de venado insinúa que existía algún tipo de catastro o registro de planos, aunque es posible que los litigios sobre terrenos no fuesen entre individuos sino entre grupos. 
La propiedad privada individual debió existir principalmente con respecto a los bienes muebles. El ladrón era condenado a devolver lo robado y a servir a su víctima para resarcirla del perjuicio, y permanecía atado en casa del ofendido hasta que este quedase satisfecho; si no se recibía la compensación, podía caer en esclavitud. Algo similar ocurría cuando se cometía un homicidio, ya que el autor debía compensar el hecho con bienes a satisfacción de los familiares de la víctima, y en caso contrario se convertía en su esclavo.
Los tiánguez o mercados desempeñaban un papel central en la vida económica de los pueblos chorotegas, por lo que debieron existir normas de cierta complejidad sobre comercio y contratación. Estos mercados eran atendidos por mujeres, y a ellos no podían ingresar varones de la misma población, salvo jóvenes que nunca hubiesen tenido relaciones sexuales. Los hombres que violasen tales prohibiciones podían ser apedreados o vendidos como esclavos o para ser comidos. 
Al frente de los mercados había una especie de jueces-administradores elegidos cada cuatrimestre por el monéxico, para no permitir abusos en las transacciones. Estos jueces castigaban sin remisión alguna a los transgresores de las ordenanzas y costumbres, y hacían que se tratase con mucha cortesía a los forasteros, para que regresasen. Aunque el trueque y la reciprocidad desempeñaran un papel importante en los intercambios, las semillas de cacao servían como moneda, y se presentaban casos de falsificación, mediante la artimaña de extraer el cacao de las semillas y llenar estas con tierra.
El ordenamiento de los pueblos chorotegas desapareció gradualmente como consecuencia de la conquista. Sin embargo, diversas fuentes de la época de la dominación española elogian las leyes de los nicoyanos y su actitud ante el Derecho. Por ejemplo, en la segunda mitad del siglo XVI el cosmógrafo Don Juan López de Velasco indicó que los indígenas de Nicoya eran “leales y obedientes a las justicias”, y a principios del siglo XVIII todavía se recordaba que se habían regido por leyes sabias y que entre ellos no existían penas para el parricidio y el regicidio, porque consideraban que ninguna persona era capaz de cometer tales delitos.
Es muy poco lo que se conoce sobre las creencias religiosas específicas de los chorotegas, aunque evidentemente eran bastantes afines a las de otros pueblos mesomaericanos, puesto que incluían antropofagia ritual. Los sacerdotes tenían una posición social prominente. En sus poblaciones existían edificios destinados a servir como templos, donde se daba culto a diversos dioses simbolizados en estatuas. Según relató el conquistador Gil González Dávila, en 1523, el recién bautizado rey de Nicoya le dio seis figuras de oro de un palmo de altura, “pues ya él no había de hablar con sus ídolos que me los llevase”.
Los pueblos chorotegas cultivaron diversas formas de artes, pero sus trabajos más notables parecen haberse desarrollado en el campo de la alfarería y el decorado de vasijas y otros recipientes; el cronista Fernández de Oviedo alabó con entusiasmo la loza negra que se fabricaba en la isla de Chira. Al contrario de otros pueblos mesoamericanos, no parecen haber dedicado esfuerzos a la arquitectura monumental, y en el territorio de Guanacaste no se han encontrado vestigios de pirámides.

## Primeras exploraciones españolas
La primera exploración española del golfo de Nicoya se remonta a 1519, cuando llegó a sus aguas una expedición marítima encabezada por Juan de Castañeda y Hernán Ponce de León, que había ya recorrido gran parte del litoral pacífico de la actual Costa Rica. Los españoles tuvieron un enfrentamiento con los indígenas que habitaban en la margen oriental del golfo, posiblemente los de Orotina, y se retiraron. 
Posteriormente, en 1522-1523, Gil González Dávila efectuó por tierra un recorrido por las costas costarricenses, en dirección hacia el noroeste, y al llegar al reino de Chorotega, el tesorero de la expedición Andrés de Cereceda consignó que era caribe (antropófago) y que de allí en adelante los demás pueblos también lo eran. Al noroeste del reino de Chorotega, la expedición visitó los dominios diversos monarcas indígenas, recogiendo oro y efectuando bautizos, cuyas cifras permiten dar cierta idea de las dimensiones e importancia de las comunidades visitadas, según la relación de Cereceda: 
- Chorotega, en el golfo de San Vicente, 487 bautizos, 708 pesos de oro.
- Chira, 468 pesos de oro.
- Gurutina, 5 leguas adelante de Chorotega, 713 bautizos, 6053 pesos.
- Chomi (Chomes), 6 leguas tierra adentro, 683 pesos de oro.
- Pocosí, 4 leguas de Gurutina, 133 pesos de oro.
- Paro, 2 leguas adentro, 1016 bautizos, 657 pesos de oro.
- Canjén (Cangel), 3 leguas adelante de Paro, 1118 bautizos, 3257 pesos de oro.
- Nicoya, 5 leguas adelante de Canjén, tierra adentro, 6063 bautizos, 13441 pesos de oro.
- Sabandi (Zapandí), 5 leguas adelante de Nicoya, no hubo bautizos ni se recogió oro.
- Corevisi (Corobicí), 4 leguas adelante de Sabandi, 210 bautizos, 840 pesos de oro.
- Diriá, a 8 leguas de Corovisi, 150 bautizos, 133 pesos de oro.
- Namiapí, 5 leguas adelante de Diriá, en la costa del mar, 6 bautizos, 172 pesos de oro y 22 de perlas.
- Orosí, 5 leguas tierra adentro, 134 bautizos, 198 pesos de oro.
- Papagayo, 10 leguas adelante, 137 bautizos, 259 pesos de oro.
- Avancari, en la costa del golfo
- Cotori, en la costa del golfo.

## Conquista española
La región del golfo de Nicoya despertó cierto interés en los españoles, ante la posibilidad de que existiese comunicación entre el río Tempisque y el lago de Nicaragua, lo cual permitiría el paso interocéanico. Por esta circunstancia el golfo fue llamado “el Estrecho Dudoso”. En las cercanías de su costa oriental se fundó en 1524 la villa de Bruselas, y los indígenas de la región fueron dados en encomienda a sus vecinos. Sin embargo, pronto se hizo evidente que la mencionada comunicación interocéanica no existía. Además, Bruselas se vio envuelta en las rivalidades entre diversos conquistadores y fue definitivamente abandonada en 1527.
En los años siguientes, las sociedades indígenas de Guanacaste fueron víctimas de una brutal explotación por parte de los conquistadores, especialmente los gobernadores de Nicaragua Pedrarias Dávila y Rodrigo de Contreras, quienes fueron titulares de las encomiendas más importantes. Miles de personas fueron exportadas como esclavas a Panamá y al Perú, al extremo de que la península de Nicoya y las regiones aledañas al golfo quedaron casi despobladas.
El dominio castellano produjo grandes y muy negativos cambios en la vida de las sociedades indígenas del territorio, cuyas formas culturales propias empezaron gradualmente a desaparecer. Los patrones de asentamiento indígenas fueron desarticulados casi por completo, ya que se obligó a las poblaciones a congregarse en pueblos llamados reducciones, trazados según los modelos españoles, y esto produjo la pérdida de costumbres y tradiciones en todos los órdenes. Aunque en las reducciones solo podían residir indígenas, la aculturación de las comunidades autóctonas, agravada por el descenso demográfico, fue quizá más rápida y profunda que en otros territorios mesoamericanos. Persistieron elementos de resistencia durante largo tiempo, pero el idioma, la religión, la vestimenta, los patrones de familia y parentesco y otros muchos elementos culturales de los castellanos pronto fueron desplazando a los locales. El idioma chorotega desapareció por completo, al extremo que de él solo se conocen  hoy unas pocas palabras.

## Corregimiento de Nicoya (1554-1787)

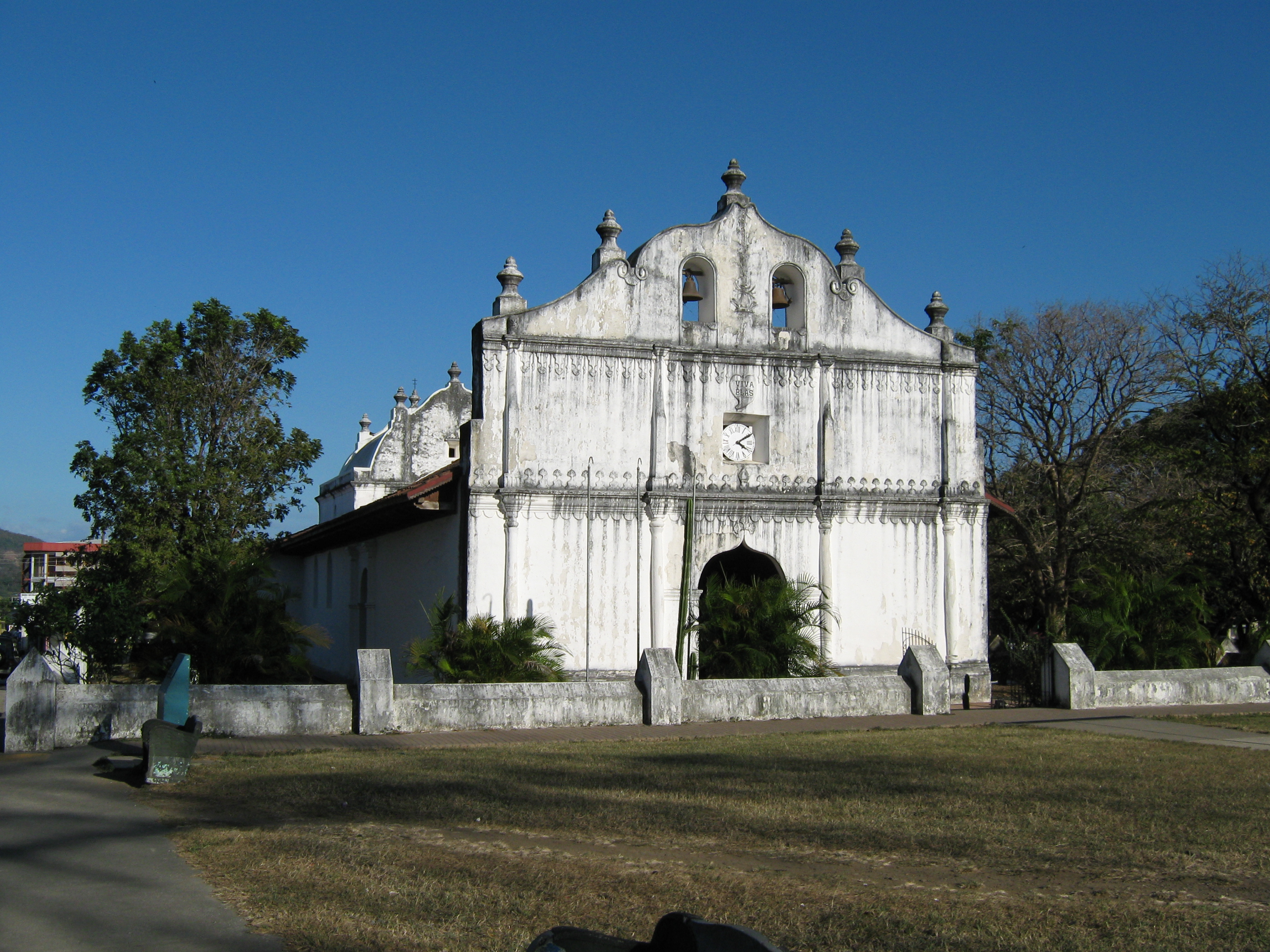
Iglesia colonial de Nicoya (1644)

En 1554 se creó la Alcaldía Mayor o Corregimiento de Nicoya. El primer Corregidor fue Pedro Ordóñez de Villaquirán y Velasco, quien sometió a los indígenas de Chomes, en la margen oriental del golfo de Nicoya. El Corregimiento tuvo como cabecera al pueblo de Nicoya, y sirvió como punto de avanzada para la conquista de Costa Rica a partir de 1561. Después de la desaparición del efímero Corregimiento de Chomes, erigido en 1576, la frontera entre Costa Rica y el territorio de Nicoya quedó de hecho demarcada por los ríos Tempisque y Salto. Debido a que tanto Costa Rica como Nicaragua y Nicoya estaban bajo la soberanía de la Corona castellana y las zonas fronterizas estuvieron durante varios siglos prácticamente deshabitadas, la ausencia de delimitación precisa no planteó problemas de consideración sino hasta después de la separación de España.
En la época del Corregimiento, el territorio de Nicoya continuó despoblándose, y para 1684 solamente quedaban en él 702 familias indígenas, distribuidas en las reducciones de Nicopasaya, Nicoya, San Juan de Indiriá, San Pedro de Cangel, Santa Catalina de Nandayure, Santiago de Chira y Santo Domingo de Cabo Blanco. La disminución demográfica indígena prosiguió en el siglo XVIII, al extremo de que a mediados de este ya solo subsistía un pueblo indígena, el de Nicoya. Todos los demás habían desaparecido. Lo que sí surgieron fueron pueblos de ladinos o mestizos. Como estos tenían prohibido asistir a misa en los pueblos indígenas, las autoridades tuvieron que autorizar la construcción de algunas ermitas, alrededor de las cuales se fueron formando lentamente ciertos pueblos. Este fenómeno se dio inicialmente en la margen oriental del golfo, en territorios bajo jurisdicción de Costa Rica. El despoblamiento y la decadencia de la ciudad de Esparza por invasiones e incendios provocados por piratas ingleses, había hecho a muchas familias trasladarse al noroeste, donde a fines del siglo XVII surgió el pueblo de Bagaces, cuya ermita fue erigida en 1686, y más tarde el de Las Cañas, en 1739. En el Corregimiento de Nicoya, donde no había una sola ciudad o villa de españoles, las mismas motivaciones religiosas hicieron surgir los pueblos de Guanacaste (hoy Liberia) y Santa Cruz. 
La principal actividad económica de la región en los siglos XVII y XVIII fue la de grandes haciendas de ganadería extensiva, con un bajo nivel técnico y pobre inversión de capital. Estas haciendas, cuyos propietarios generalmente residían en Nicaragua o en el Valle Central de Costa Rica, utilizaron principalmente mano de obra asalariada en dinero o en especie, aunque siempre en número muy exiguo. Aunque el clima de la región era propicio para el desarrollo de plantaciones de añil, que en otras regiones del Reino de Guatemala tuvieron un gran éxito, la ausencia de mano de obra suficiente lo hizo imposible, y prácticamente los únicos productos de exportación que tuvo Nicoya fueron el sebo o grasa del ganado, utilizado en la fabricación de velas, y los cueros de las reses. La carne no se exportaba debido a la imposibilidad de su conservación adecuada.

## El Partido de Nicoya en la Intendencia de León de Nicaragua
En 1787 el Corregimiento fue suprimido y el territorio fue agregado a la Intendencia de León de Nicaragua, con el nombre de Partido de Nicoya, así como el resto de Costa Rica también se agregó a León. España creó las intendencia ese año en los virreinatos, y hubo cambios limítrofes y se agregaron territorios a otros dentro de las capitanías. En Nicoya se nombró un Subdelegado de Intendencia, subalterno del Intendente de León. Pero unos 10 años después, el partido de Nicoya se separa de la Intendencia de León por diferencias políticas, económicas y sociales, y por mejores relaciones con Costa Rica. Ni Nicaragua ni España reconocieron tal separación, y hasta el día de hoy, Nicaragua no lo sigue reconociendo. 
Para 1801, según los cálculos del obispo Bernardo Augusto Thiel, la mayoría de la población del actual Guanacaste era de orígenes mulatos, aunque los llamados mulatos sin duda tenían también una importante proporción de sangre indígena y española. Las castas o grupos raciales estaban distribuidos así:
- Nicoya	2732 mulatos, 662 indígenas, 18 españoles y 8 mestizos.
- Guanacaste, 790 mulatos, 47 indígenas, 45 españoles y 30 mestizos.
- Bagaces, 672 mulatos, nadie de otras castas
- Las Cañas, 425 mulatos, nadie de otras castas

## El Partido de Nicoya en la Provincia de Nicaragua y Costa Rica
En 1812, poco después de emitir la Constitución de 1812, las Cortes españolas dividieron el territorio del antiguo Reino de Guatemala en dos provincias, la de Provincia de Guatemala y la Provincia de Nicaragua y Costa Rica. Para la elección de Diputados a las Cortes ordinarias de 1813-1815, el partido de Nicoya fue unido con Costa Rica; pero en 1814 se restableció el absolutismo y se volvió a la situación anterior a 1812.
En 1820, poco después de haberse restablecido la monarquía constitucional, al efectuarse la división administrativa de la Provincia de Nicaragua y Costa Rica, Nicoya pasó a ser uno de sus partidos, junto con los de Costa Rica, El Realejo, Granada, León, Nicaragua (Rivas) y Nueva Segovia. Cada partido estaba regido por un Jefe Político Subalterno, que dependía del Jefe Político Superior residente en León.

## Los años de la Independencia y la anexión a México (1821-1824)
En 1821, al producirse la separación de España y disolverse la Provincia de Nicaragua y Costa Rica debido a la formación de gobiernos separados en Granada y Costa Rica, el Partido de Nicoya permaneció un tiempo sujeta a las autoridades de León. A principios de 1822, el Jefe Político Superior don Miguel González Saravia y Colarte separó de su cargo al Jefe Político Subalterno de Nicoya Pedro Sobenes y lo reemplazó con Francisco de Alvarado, pero al enterarse de esa decisión, en marzo, el ayuntamiento de Nicoya se negó a aceptarla. Sobenes permaneció al frente del gobierno y el 4 de mayo de 1822 presidió las ceremonias del juramento de fidelidad al Imperio Mexicano. Poco después, Nicoya se separó de León y se unió a Granada. El 30 de marzo de 1823, el pueblo de Nicoya juró fidelidad al Emperador Agustín I, sin saber que había abdicado el 19 de ese mes.
Este fenómeno de que los pueblos se agregasen o se separase de jurisducciones superiores fue muy común en la Centroamérica de esa época. Por ejemplo, en enero de 1822 la villa de Heredia decidió separarse de Costa Rica y volver a la jurisdicción de León, situación en la que se mantuvo hasta el 7 de abril de 1823, cuando se reincorporó a Costa Rica.
Después de la caída del Imperio, los pueblos de Nicoya y Santa Cruz permanecieron unidos a Granada, mientras que el pueblo de Guanacaste (Liberia) decidió el 22 de mayo de 1823 unirse nuevamente a León.
En 1823, mientras en Guatemala se reunía la Asamblea Nacional Constituyente de las Provincias Unidas del Centro de América, el gobierno de Costa Rica envió a Nicaragua una misión diplomática, cuyo titular era don Mariano Montealegre Bustamante. El 16 de agosto de 1823, el enviado de Costa Rica firmó con las autoridades de Granada el tratado Montealegre-Velasco, en el cual se consignó que "conociendo que el partido de Nicoya, por su situación topográfica, puede recibir mayores ventajas del Gobierno de Costa Rica, a cuya Provincia está más contiguo, el Gobierno de Granada lo informará así a la Soberana Asamblea Constituyente para su determinación". El 9 de septiembre, Montealegre suscribió con las autoridades de León otro convenio, el tratado Montealegre-Solís, en el cual se dijo que "por lo que mira a la incorporación de Nicoya a la provincia de Costa Rica, propuesta por su enviado, se aguardará la división que ha de hacer la Asamblea."

## Anexión a Costa Rica
El 5 de mayo de 1824 el gobierno de Costa Rica invitó a los pueblos del partido de Nicoya a unirse a su provincia. En la municipalidad de Guanacaste (Liberia), prevaleció el apoyo a la anexión, pero el vecindario no compartió esa opinión y el 23 de mayo la población declinó la propuesta. Por su parte, el 27 de junio de 1824, la recién instalada municipalidad de Santa Cruz, junto con la mayor parte del vecindario, acordó que se aceptaría lo que decidiese sobre el particular la municipalidad de Nicoya; pocos días después se manifestó a favor de la anexión.
El 4 de julio de 1824, la Municipalidad de Nicoya, presidida por el Jefe Político Subalterno Manuel Briceño,  decidió agradecer la invitación de Costa Rica y permanecer unida a Nicaragua, por considerar que el partido "no puede ser disidente", aunque agregando, "sino es que la Asamblea Nacional Constituyente del Centro de América determine otra cosa que le sea más conveniente al Partido". Sin embargo, el 25 de julio cambió de parecer y acordó la anexión a Costa Rica. Por consiguiente, la Anexión de Nicoya a Costa Rica efectuada en 1824 comprendió únicamente a los pueblos de Nicoya y Santa Cruz, que tenían respectivamente 1978 y 2502 habitantes, mientras que el pueblo de Guanacaste, con 1366, permaneció adherido a Nicaragua.
El Partido de Nicoya, formado por Nicoya, Santa Cruz y la villa de Guanacaste (actual Liberia), decidió anexarse al Estado de Costa Rica, el 25 de julio de 1824. Bajo el lema “De la patria por nuestra voluntad”, los integrantes de la villa de Nicoya, reunidos en Cabildo Abierto (exceptuando al poblado de Guanacaste), declararon solemnemente que se consideraban desde ese momento integrados al estado de Costa Rica, siendo el jefe de Estado del país Juan Mora Fernández. 
En 1826, mediante una ley del Congreso Federal de Centroamérica, todo el territorio del Partido de Nicoya quedó anexado a Costa Rica.
A pesar de su carácter provisional, las vicisitudes del sistema federal, la situación continua de guerra en Nicaragua, las buenas relaciones en general con Costa Rica desde la colonia mediante la conexión marítima con el puerto de Puntarenas se encargaron de darle estabilidad y fuerza a la anexión

## El Departamento de Guanacaste
El Estado de Costa Rica estaba originalmente dividido en dos departamentos, el Oriental, con cabecera en Cartago, y el Occidental con cabecera en Alajuela, dentro del cual fue comprendido el territorio del Partido de Nicoya. Aunque el pueblo de Nicoya era la cabecera del partido, Guanacaste iba creciendo en importancia, y en 1831 recibió el título de villa.
Mediante una ley aprobada el 24 de marzo de 1835, durante el gobierno de Manuel Fernández Chacón, se creó un tercer Departamento, con el nombre de Guanacaste, que comprendía no solamente las poblaciones del antiguo Partido de Nicoya (la villa de Guanacaste y los pueblos de Nicoya y Santa Cruz) sino además Bagaces (erigida en villa en noviembre de 1824) y Las Cañas, que siempre habían pertenecido a Costa Rica. Como cabecera del nuevo departamento fue designada la villa de Guanacaste.
En 1836 Guanacaste fue invadido desde Nicaragua por un grupo de exiliados costarricenses, dirigidos por el coronel Manuel Quijano y García. La invasión fue rechazada, y la población de Guanacaste fue declarada capital del departamento de Guanacaste, posteriormente convertido en provincia. Sin embargo, en 1854, el nombre de esta ciudad fue cambiado a Liberia, y el de la provincia a Moracia, que conservó hasta 1860.
De conformidad con el texto constitucional costarricense de 1841 (Decreto de Bases y Garantías), el Departamento de Guanacaste comprendía las poblaciones entre el río La Flor, fronterizo con Nicaragua, hasta el río Chomes, hoy denominado río Lagarto.
El 20 de marzo de 1856 se libró en el territorio de Guanacaste la Batalla de Santa Rosa, en la que el ejército costarricense incluido el Batallón de Moracia, derrotó a las fuerzas del filibustero William Walker, quien pretendía extender su dominio a todo el territorio de América Central. Costa Rica le ganó a Estados Unidos la batalla, confirmando así la soberanía y capacidad de independencia de Costa Rica en la región, siendo este un hecho muy trascendental e importante en la historia nacional. La batalla dejó 45 muertos en solo 14 minutos que duró el conflicto.

## La Provincia de Guanacaste
La Constitución de 22 de noviembre de 1848 sustituyó los departamentos por provincias, entre ellas la de Guanacaste, que por ley de 7 de diciembre de ese año quedó dividido en los cantones de Bagaces y Cañas, Guanacaste, Nicoya y Santa Cruz, subdivididos en distritos. En la ciudad de Guanacaste residiría el gobernador provincial, nombrado por el presidente de la República, y en cada cantón habría un Jefe Político y una municipalidad.
En 1854, a solicitud de sus habitantes, el Congreso cambió la denominación de provincia de Guanacaste por la de provincia de Moracia, en homenaje al Presidente Juan Rafael Mora Porras, y la de ciudad de Guanacaste por la de ciudad de Liberia. En 1860, sin embargo, se volvió a designar a la provincia con el nombre de Guanacaste.
La Anexión de Nicoya a Costa Rica fue finalmente aceptada por Nicaragua en el tratado Cañas-Jerez de 1858, confirmado por el Laudo Cleveland de 1888.
En 1877 el gobierno del Presidente don Vicente Herrera Zeledón creó el cantón de Carrillo, con los pueblos de Siete Cueros, Boquerones (rebautizado como Palmira), Sardinal y Belén. Como cabecera fue designada Siete Cueros, a la cual se le dio el nombre de Filadelfia, en homenaje al militar Filadelfo Soto. En 1878 el presidente Tomás Guardia Gutiérrez creó el cantón de Cañas, separando su territorio del cantón de Bagaces. En el siglo XX se crearon nuevos cantones: Abangares (1915), Tilarán (1923), La Cruz, Nandayure y Hojancha (1971).
En 1885, Juan Vicente Acosta Cháves, oriundo de San Ramón, provincia de Alajuela, tomó posesión de la mina de oro que había descubierto el año anterior, la cual denominó Tres Hermanos, e inició sus operaciones en 1887, en lo que hoy es el cantón de Abangares. Dos años después fue adquirida por una empresa inglesa. Al instalarse el primer campamento a raíz de la explotación minera con mayor intensidad, los señores Cirilo Smith, Roberto Crespi y Juan Vicente Calderón, en 1889 bautizaron el sitio donde se juntan el río Abangares con la quebrada Piedras, con el nombre de Las Juntas, por la confluencia de estas aguas. El oro de la zona hizo eco, y pobladores del Valle Central empezaron a migrar a la zona en busca del preciado metal. Los pobladores se convirtieron en colonos, se quedaron ahí y así fue como en 1905 se fundó también Las Cabras, que luego en 1910 pasó a llamarse Tilarán.
Entre 1889 y 1940 la actividad económica más importante en la región fue la minera, Abangares tuvo gran prosperidad. La influencia de extranjeros se hizo sentir profundamente en Abangares desde su inicio, como consecuencia del descubrimiento de oro en la zona. Pero las condiciones de trabajo impuestas en la explotación minera fueron duras, originando una alta mortalidad, por enfermedades y situaciones de seguridad inadecuada, que en 1912 provocaron la primera huelga obrera del país.
El presidente Tomás Guardia, y por cierto, el único presidente de Guanacaste que ha tenido el país hasta ahora, trajo los ferrocarriles al país en 1870 por la instalación de las bananeras en el Caribe por la United Fruit Company, dirigida por el estadounidense Minor Keith. Cuando surgió la fiebre del oro en Abangares, habitantes de la zona le pidieron a Keith llevar el ferrocarril a Liberia con una vía a Abangares, cuando la construcción de las vías llegaran a Puntarenas. Pero el interés de Keith era el banano, el clima de Guanacaste no es apto para esa fruta, y no prestó mucha atención a ello. En su lugar colocó pequeños trenes en las cercanías de Las Juntas, apenas para sacar el oro.

## El polémico decreto de 1915
A pesar de la división provincial establecida por ley en 1848, en 1915 un decreto del Presidente Alfredo González Flores segregó de Guanacaste el territorio sur de la península de Nicoya (los pueblos de Cóbano, Jicaral, Lepanto y Paquera) y lo agregó a la provincia de Puntarenas, con cuya cabecera había mayor facilidad de comunicación en esa época. Este decreto ha sido reiteradamente objetado por los guanacastecos, quienes han pedido insistentemente que se devuelvan esos territorios a su provincia; sin embargo, permanecen todavía hoy como parte de Puntarenas. También pertenecen a Puntarenas las islas de Chira, San Lucas y las demás del golfo de Nicoya, que tradicionalmente habían estado vinculadas con el Corregimiento y después con el Partido de Nicoya, no con al provincia de Costa Rica. Ha habido algunas iniciativas en la Asamblea Legislativa de Costa Rica para restablecer la situación anterior al decreto, pero ninguna se ha materializado.

## Actualidad
En mayo de 1919 Nicaragua invade Costa Rica por donde hoy es La Cruz, con el propósito de derrocar el dictador Federico Tinoco, quien había implantado un régimen totalitario en Costa Rica. Cerca de 800 hombres provenientes de Nicaragua organizados por costarricenses que estaban en contra de la dictadura, entraron al país. Tinoco envió a su ejército de Upala y Liberia rumbo a la frontera norte, reuniendo a 5000 soldados, y así logró derrotar a los nicaragüenses en una batalla en las cercanías de la Hacienda Santa Rosa. A este hecho se le conoce como la Revolución del Sapoá.
Si bien no hubo batallas trascendentales en Guanacaste durante la Guerra Civil de 1948, sí hubo enfrentamientos locales, entre ellos varias explosiones en el cuartel militar de Liberia que dejaron varios muertos.
En 1955, el dictador de Nicaragua, Anastasio Somoza, consideraba al presidente de Costa Rica, José Figueres, como un dictador. Dada la guerra civil en 1948, Somoza invadió Costa Rica tanto por Guanacaste como por la Zona Norte. Se libró una batalla en la Hacienda El Amo, ubicada al sur del poblado de La Cruz, donde murieron varios soldados nicaragüenses y veteranos de guerra costarricenses. Aviones militares ametrallaron la ciudad de Liberia en cuestión de minutos, dejando varios civiles muertos.
En 1948 iniciaron los trabajos a pequeña escala de la carretera interamericana en San Ramón, provincia de Alajuela, para llevarla hasta Abangares. A partir de 1956 se intensificaron las obras de construcción y pavimentación, y en 1959 quedó terminada hasta la frontera de Peñas Blancas. Así Guanacaste quedó conectada con el resto del país con este importante carretera, y le dio aún más hegemonía a Liberia como punto estratégico de desarrollo. Con el tiempo, se construyeron las demás carreteras principales y secundarias que han terminado de conectar el resto de la provincia hasta en sus más recónditos lugares. En 2003 se construyó el emblemático Puente de La Amistad de Taiwán, para unir Abangares con Nicoya, y así acortar los viajes de los habitantes de la Península de Nicoya con el resto del país, sin tener que viajar ya por Liberia, donde se demoraba más tiempo.
En el mismo año, en 1955 Guanacaste estrena su primer hospital, el Enrique Baltodano en Liberia, y más tarde el 1969 se construyó el Hospital La Anexión en Nicoya.
En enero de 1956, durante las fiestas de Santa Cruz, se observó televisión por primera vez en Costa Rica, algo nuevo para el país. El televisor mostró durante 8 minutos comerciales sobre productos de varias marcas nacionales y extranjeras de la época.
En 1968 inició la construcción de la represa hidroeléctrica del Arenal, que dio lugar a una gran laguna de 87 km2. Si bien la represa está en San Carlos, la mayoría del territorio de la laguna está en Tilarán. Los pueblos de Tronadora y Arenal Viejo fueron reubicados exitosamente sin ningún problema, y hoy la laguna se ha convertido en un gran atractivo en una zona de montaña como lo es Tilarán. La represa entró en funcionamiento en 1979 y es la más importante del país.
Por las normales y largas épocas secas en la llanura del Tempisque que son un problema para los agricultores y ganaderos por pérdidas, en 1984 se creó el Distrito de Riego Arenal Tempisque,  con la construcción de canales de riego artificiales para irrigar decenas de miles de hectáreas en la bajura en Liberia, Bagaces y Cañas, con agua proveniente de la Laguna del Arenal y de varios ríos que nacen del Volcán Tenorio. En 1992 se construyó la represa de Sandillal al norte de Cañas, para ampliar los canales de riego y llevar agua a más lugares, a Carrillo y Abangares. Hoy se tienen poco más de 81 kilómetros de canales en la provincia.
En 1970, Costa Rica y Guanacaste empezaron su “descubrimiento” turístico, se empezó a promocionar el país ante el extranjero. Comenzaron a llegar muchos vuelos al Aeropuerto Juan Santamaría en Alajuela, pero por la lejanía de Guanacaste, se construyó el 1975 el Aeropuerto de El Llano, al oeste de la ciudad de Liberia, para llevar turistas del mismo territorio nacional. Fue hasta en 1995 que se amplió su pista y terminal, convirtiéndolo hoy en el segundo aeropuerto internacional de importancia del país, el Aeropuerto Internacional Daniel Oduber, cambiándole el anterior nombre.
En 1994, en las faldas del Volcán Miravalles en Bagaces se creó la primera planta de energía geotérmica de América Central. En 1996 se crea en Tilarán la primera planta de energía eólica de América Latina, y hoy ese cantón tiene turbinas eólicas por doquier. En 2012, en Guayabo de Bagaces se instala la primera planta solar de la región. Costa Rica y Guanacaste son pioneras en la producción de energía renovable en la región latino y centroamericana. Hoy Guanacaste produce el 40% de la electricidad que consume el país.
En 1973 llega la Universidad de Costa Rica a Liberia, y poco después se hizo un recinto en Santa Cruz. Luego llegó la Universidad Estatal a Distancia a Nicoya en 1978, y desde ese momento se expandió a más lugares donde hoy se ubican: Cañas, Liberia, Santa Cruz, La Cruz y la última en Tilarán en 2002. La Universidad Nacional hizo lo suyo en 1998 en Liberia y Nicoya, la Universidad Técnica Nacional en 2009 en Liberia y Cañas, y el Instituto Tecnológico de Costa Rica en 2021 en Liberia. Así, Guanacaste es la segunda región en tener todas las universidades estatales. También se han afincado en la provincia universidades privadas, tales como la Latina, Earth, Invenio, Autónoma de Centro América, San Marcos, y otras.
En 2005 se crearon dos grandes proyectos en Liberia, los cuales empezaron tímidamente. La Zona Franca Solarium, y poco después de instaló su primer cliente, el Hotel Hilton Garden Inn de 5 pisos de alto. Luego comenzaron a llegar algunos comercios y oficinas, y desde 2017 la inversión ha aumentado significativamente con la llegada de un supermercado, ferretería, industria alimentaria y centros de llamadas. El otro proyecto fue el Clúster Tecnológico La Flor, con la llegada de la compañía aeroespacial Ad Astra Rocket Company, dirigida por el ex astronauta costarricense, Franklin Chang Díaz, el primer centroamericano en ir al espacio exterior. Ad Astra desarrolla plasma para motores espaciales, y desde 2020 hidrógeno para automóviles y buses como forma de movilidad sostenible. En 2015 se instaló en el clúster la Universidad Earth y la Invenio en Cañas, ambas especializadas en software y robótica, en 2019 un centro de investigación biomédica, y en 2021 la Agencia Espacial Costarricense, la primera de América Central, y el primer Radar Aeroespacial del trópico del mundo. En Santa Cruz se creó el radio telescopio más grande del país. Guanacaste goza de un clima despejado la mayor parte del año por su clima seco tropical, lo que le ha convertido en un gran centro de observación y estudio del universo en el centro de las Américas.
En 2013, Nicaragua hace afirmaciones para intentar recuperar Guanacaste, basándose en el erróneo mapa de 1855, en el que aparece Guanacaste como parte de ese país por la creación de la Intendencia de León en 1787, y desconociendo el Tratado Cañas-Jerez de 1855. Costa Rica no discutió el tema ni le dio importancia a Nicaragua en su reclamo, más todavía que los guanacastecos reafirmaron su deseo de seguir siendo parte de Costa Rica.